# عبد الله المضف
عبدالله جاسم المضف (مواليد 1983) سياسي كويتي، عضو مجلس الأمة السابق خلال الفترة 15 ديسمبر 2020 حتى 15 فبراير 2024.

## سيرته
ولد عبد الله المضف في سنة 1983 وهو ابن الوزير والنائب السابق جاسم المضف.
حاصل على بكالوريوس إدارة الأعمال من كلية العلوم الإدارية في جامعة الخليج للعلوم والتكنولوجيا بالكويت، عمل في القطاعين المصرفي والاستثماري،
ترشح لإنتخابات مجلس الأمة 2020 عن الدائرة الأولى وفاز في الإنتخابات بعد حصوله على المركز التاسع برصيد 2,437 صوت.
وترشح لإنتخابات مجلس الأمة 2023 عن الدائرة الأولى وفاز في الإنتخابات بعد حصوله على المركز الأول برصيد 5,815 صوت.

## عضويات
- عضو الجمعية الاقتصادية الكويتية.
- عضو منتدب لشركة بيلارز للاستشارات.
- مدير فريق في بنك بوبيان الكويتي.

## أبرز مواقفه في مجلس الأمة

### مجلس الأمة 2020
قدم عبد الله المضف استجوابًا واحدًا موجهًا إلى وزير الأشغال العامة ووزير الدولة لشؤون الشباب علي حسين الموسى من ثلاثة محاور، التهاون في محاربة الفساد، والتخاذل في التعامل مع التقارير الرقابية ولجان تقصي الحقائق وعدم الجدية في إحالة المسؤولين عن شبهات التنفيع، والمحور الأخير التجاوز على الصلاحيات الدستورية المقررة له لقيادات الهيئة العامة للثروة السمكية.
| استجواب الوزير حمد جابر العلي (يناير 2022)    | مع الاستجواب |
| استجواب الوزير أحمد ناصر الصباح (فبراير 2022) | مع الاستجواب |
| استجواب الوزير علي حسين الموسى (مارس 2022)    | مع الاستجواب |